# Trận Bông Trang - Nhà Đỏ
Trận Bông Trang - Nhà Đỏ là một trận tập kích trong Chiến tranh Việt Nam của Quân Giải phóng miền Nam Việt Nam kết hợp với du kích địa phương nhằm chống lại trận càn của liên quân Hoa Kỳ - Việt Nam Cộng hòa - Úc tại tỉnh Bình Dương với kết quả Quân Giải phóng miền Nam Việt Nam là bên chiến thắng.

## Bối cảnh
Triển khai chiến lược “Chiến tranh Cục bộ”, Bộ chỉ huy quân Mỹ đã bố trí ở miền Nam 14 lữ đoàn, riêng chiến trường miền tỉnh Thủ Dầu Một bố trí những đơn vị tinh nhuệ, có sức cơ động cao, hỏa lực mạnh như: Lữ đoàn dù 173 cơ động bằng máy bay lên thẳng; Sư đoàn 1 bộ binh (Hoa Kỳ) được mệnh danh lá “Anh Cả Đỏ”, được ca ngợi là “thiện chiến”, từng lập công xuất sắc trong Chiến tranh thế giới thứ hai và Chiến tranh Triều Tiên; Sư đoàn 25 (Hoa Kỳ) “Tia chớp nhiệt đới” cùng với các sư đoàn 5, sư đoàn 25 và sư đoàn 18 Quân lực VNCH để chuẩn bị trực tiếp tham chiến. Với số quân viễn chinh Mỹ có mặt tại Việt Nam vào thời kỳ cao điểm lên đến 549.500 binh lính, Mỹ còn huy động quân đội 5 nước đồng minh (Australia, Philippine, New Zealand, Thái Lan, Hàn Quốc) tham chiến tại chiến trường Việt Nam.
Trung ương Cục của Quân Giải phóng đã ra nghi quyết “ Phát động trong toàn quân ở các chiến trường một cao trào tiến công quân sự mạnh mẽ tiêu diệt địch, phát triển chiến tranh du kích. Đánh tiêu diệt và làm tan rã lớn quân Ngụy- nhất là quân chủ lực, tổ chức vòng vây căn cứ Mỹ, tiêu diệt, tiêu hao quân Mỹ. Một cuộc động viên chính trị lớn đã được thực hiện trong nhân dân và các lực lượng chủ lực, tập trung vào việc xây dựng quyết tâm đánh Mỹ. Nhiều câu hỏi được đặt ra: Có đánh được quân Mỹ không? Đánh bằng cách nào để đánh thắng quân Mỹ có hỏa lực mạnh, có sức cơ động cao?
Ngày 14 tháng 2 năm 1966, quân Mỹ, QLVNCH và 1 tiểu đoàn Úc tấn công Bông Trang- Nhà Đỏ với cuộc hành quân “Dao lửa”, nhằm hỗ trợ cho Quân lực VNCH củng cố trục tam giác Tân Uyên – Phước Vĩnh – Lai Khê hòng chia cắt Chiến khu Đ của Quân Giải phóng và hỗ trợ cho kế hoạch “Bình định” xã Tân Bình, Bình Mỹ, Bình Cơ. Bắt đầu từ 15/2/1966, liên quân Hoa Kỳ - Việt Nam Cộng hòa - Úc mở cuộc càn lớn mang tên “Hòn Đá Lăn” để đánh vào khu vực ngoại vi Chiến khu Đ. Một mũi khác càn vào khu vực Bến Cát nhằm mục đích sửa lại đường số 7 làm đường vận chuyển chính từ Bến Cát đi Phước Vĩnh, đồng thời kết hợp những thủ đoạn chiến tranh tâm lý để bình định khu Nhà Đỏ, Tân Bình và nới rộng đường 13, sửa đường 14.

## Diễn biến
Đúng 1 giờ 20 phút ngày 24/2/1966 Quân Giải phóng bắt đầu nổ súng. Bị đánh bất ngờ tuy có hỏa lực lớn nhưng lực lượng Mỹ hoàn toàn rơi vào thế bị động đối phó. Ở các căn cứ Mỹ, bom pháo liên tục rót vào trận địa để chi viện nhưng tình thế đã không thể đảo ngược. Đến 6 giờ 30 Quân Giải phóng hoàn toàn làm chủ trận địa. Sau hơn 6 giờ chiến đấu quyết liệt, Quân Giải phóng đã tiêu diệt gần hết 2 tiểu đoàn Mỹ cùng với Sở chỉ huy hành quân lữ đoàn 3 Hoa Kỳ, 2 chi đoàn thiết vận xa (48 xe M113 và 24 xe tăng), 2 pháo cùng nhiều xe ủi và xe vận tải bị Quân Giải phóng phá hỏng. Vài giờ sau, QGP rút lui khỏi trận địa, quân Mỹ mới dám đưa quân tiếp viện đến để cứu binh sĩ còn sống sót.
Theo Hồi ký của tướng Hoàng Cầm, Quân Giải phóng đã sử dụng chiến thuật "Điệu hổ ly sơn" để kéo lính Mỹ và đồng minh ra khỏi căn cứ. Mở đầu là đạn súng cối, ĐKZ 75 bắn dồn dập vào các cụm quân Mỹ, tiếp sau là các mũi bộ binh xung phong. Lính Mỹ dựa vào hoả lực cơ giới chống trả quyết liệt. Trung đoàn 1 Quân Giải phóng đánh phủ đầu, lính Mỹ co cụm lại ở các búi tre gai, Quân Giải phóng tiếp tục tiến công dùng hình thức tập kích đêm, vận động truy kích địch ban ngày. Trung đoàn 3, Trung đoàn 1 Quân Giải phóng phải tổ chức lại đội hình, tiếp tục tiến công, chia cắt đội hình đối phương thành từng cụm nhỏ để diệt chúng. Đạn Quân Giải phóng trúng cả sở chỉ huy lữ đoàn 1 (thuộc sư đoàn l - Hoa Kỳ), đội hình Hoa Kỳ bị rối loạn, lúng túng trước cảnh đánh gần không phân tuyến của Quân Giải phóng, sự chi viện phi pháo của Mỹ bị hạn chế.

## Kết quả và ý nghĩa
Thắng lợi trận Bông Trang – Nhà Đỏ của Sư đoàn 9 một lần nữa cho thấy khả năng phối hợp đánh Mỹ và thắng Mỹ của lực lượng quân chủ lực miền Đông với bộ đội và du kích địa phương; phát huy tối đa thế trận chiến tranh nhân dân, chiến tranh du kích.